# 戴冠式

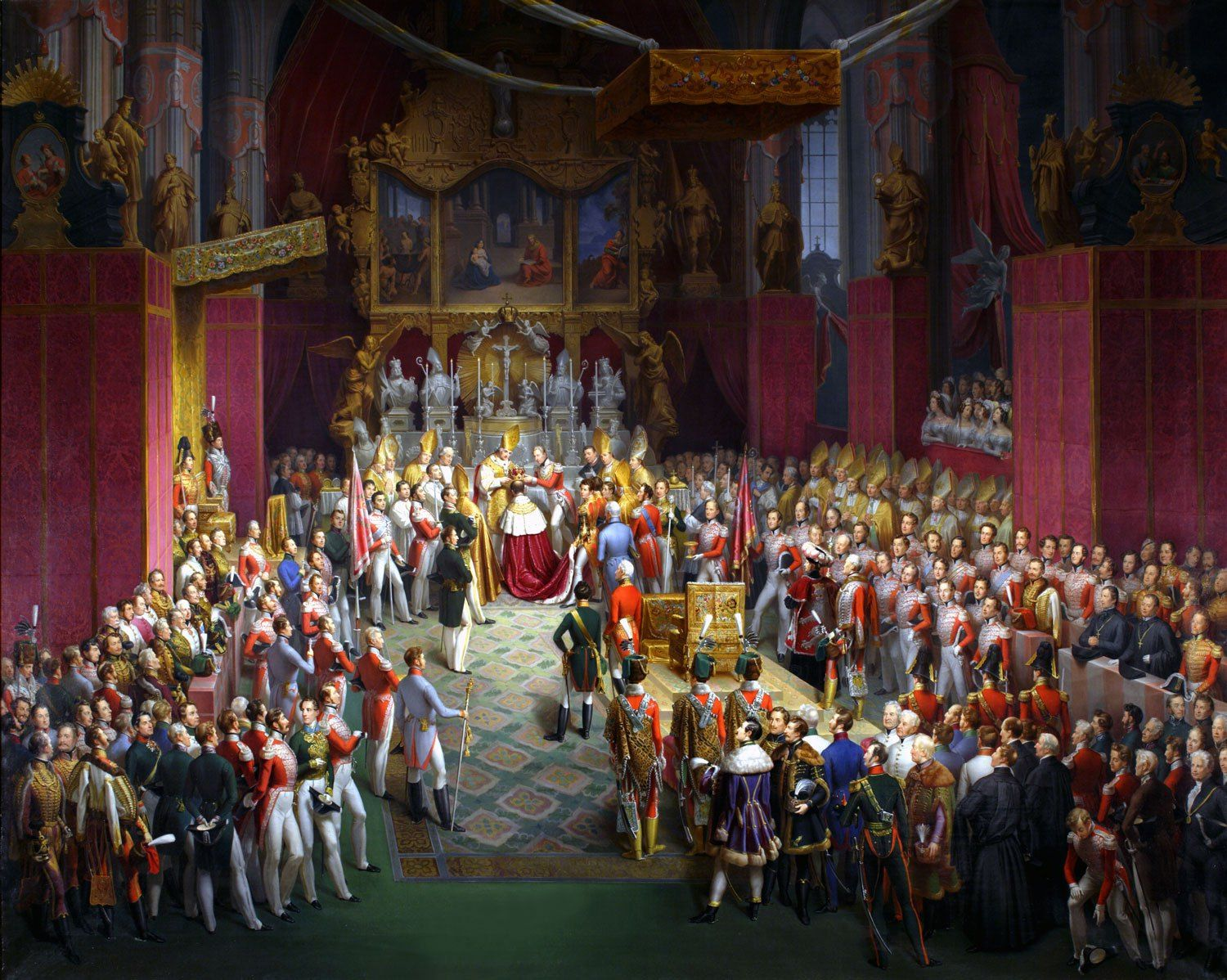
ボヘミア王フェルディナンド5世の戴冠（1836年）

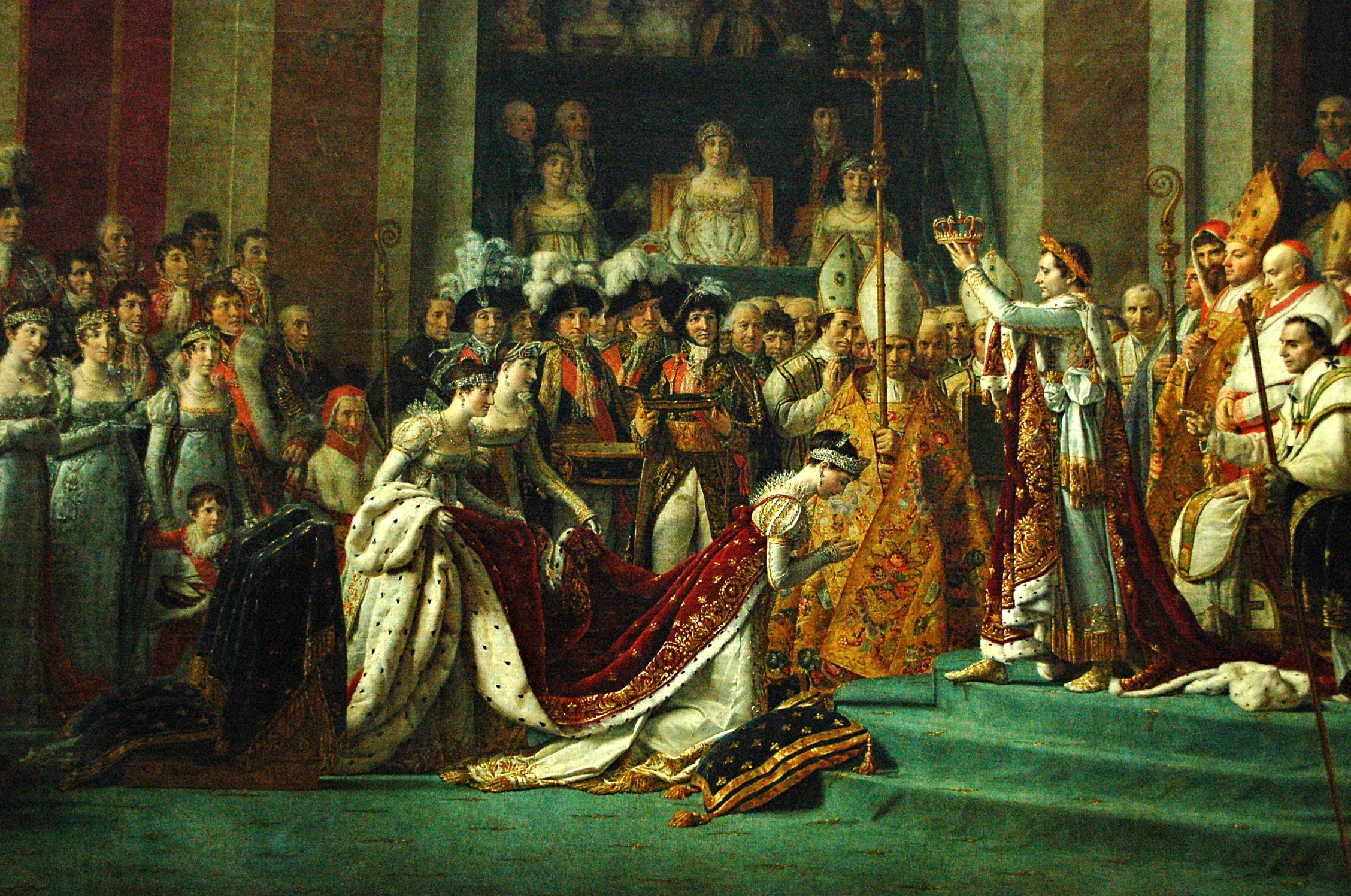
ナポレオン1世の戴冠式（1804年、部分）

戴冠式（たいかんしき、coronation）は、君主制の国家で、国王・皇帝が即位の後、公式に王冠・帝冠を聖職者等から受け、王位・帝位への就任を宣明する儀式。
日本では、即位の礼の中心儀式である即位礼正殿の儀がこれに相当する。非キリスト教国でも、タイ、ブルネイ、マレーシアの東南アジア諸国や、中近東の君主制国家では、戴冠式やそれに類似した即位式が行われる。

## 概要

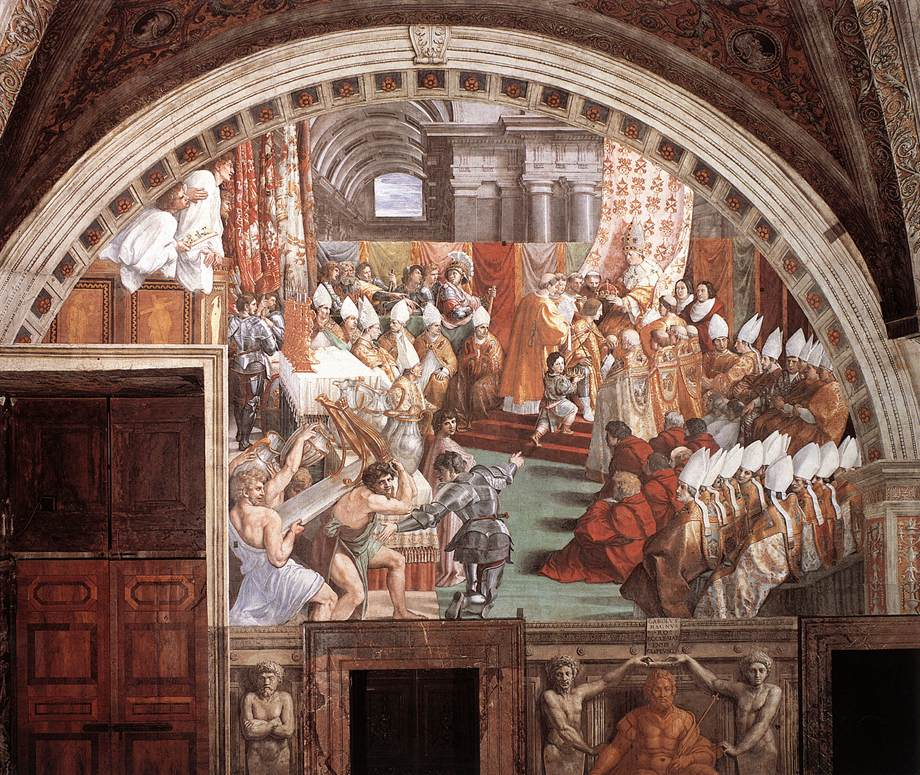
『カール大帝の戴冠式』。16世紀、ラファエロ画。

戴冠式は、高僧や神官、高位貴族が、新君主に王冠・帝冠をかぶせることにより行われる。先代君主が存命中に、先代君主自身の手により行うこともある。また、全ての君主制の国に王冠・帝冠が存在するわけではなく、国家の象徴として製作しただけで戴冠式を挙げたことがない国もある。
古くは、アケメネス朝ペルシア帝国（紀元前550年 - 紀元前330年）で、ゾロアスター教の大司教が皇帝に戴冠したとされる。
キリスト教国では、高僧が新君主の頭に聖油を注ぎ、神への奉仕を誓わせる儀式が主体となる。このため、英国では聖別式（せいべつしき、consecration）、フランスでは成聖式（せいせいしき、sacre あるいは sacre de roi）といわれた。
聖別式の起源は、『旧約聖書』の「列王記下」に記された故事にある。同書には、ソロモン王が王冠を受けたことが記され、また、イスラエルとユダヤの諸王が聖別式を行ったことが記されている。「油塗られた者」（ヘブライ語の「マスィアッハ」）は「王」の婉曲的表現となり、後には救世主（ラテン語の「メシア」）を指すようになる。
ヨーロッパ大陸では、カール大帝が西ローマ帝国（神聖ローマ帝国）を再興して、ローマ教皇から帝冠を受けた西暦800年から、皇帝フリードリヒ3世がローマに赴いてローマ教皇から帝冠を受けた1440年まで、聖油を注ぐ慣習が行われた。
アングロ・サクソンの年代記には、デーン人の大軍を破ってイングランドを死守したアルフレッド大王が、872年に聖油を頭に受けて即位したとある。また、1066年には、ハロルド2世がロンドンのウェストミンスター寺院で戴冠式を行ったと記録され、12世紀まではローマ教皇から王冠を受けた。その後、多少の改変はあったものの、1189年のリチャード1世のとき、英国の戴冠式の様式がほぼ確立した。
カトリック国では、国王・皇帝のほか、ローマ教皇が即位する際にも戴冠式が行われた。14世紀のクレメンス5世（在位：1305年 - 1314年）のときからは、三重冠（教皇冠、英語版:Papal Tiara）が戴冠された。バチカン市国の国旗・国章にも、この三重冠が描かれている。しかし、三重冠の戴冠は、1978年のヨハネ・パウロ1世即位の際廃止された。ヨハネ・パウロ1世は、三重冠をアメリカ合衆国の首都ワシントンD.C.にある無原罪の御宿りの聖母教会に寄贈した。2005年に即位したベネディクト16世は、紋章からも三重冠を廃した。ヨハネ・パウロ1世以降のローマ教皇の即位式は「着座式」(ちゃくざしき)と呼ばれる。
1977年12月4日には、中央アフリカ共和国のジャン＝ベデル・ボカサ大統領が、約2000万ドル（国家予算の1/4）もの巨費をつぎ込んで、贅を尽くしたフランス風の戴冠式を行い、中央アフリカ帝国初代皇帝ボカサ1世に即位した（「黒いナポレオン」）。

## ギャラリー

### キリスト教文化圏の戴冠式

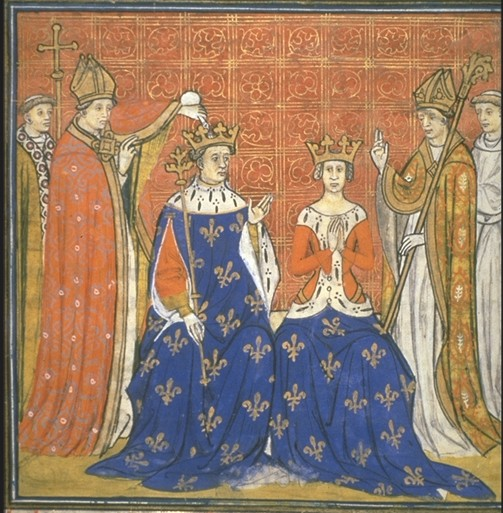
14世紀フランス、ルイ8世と王妃の戴冠式
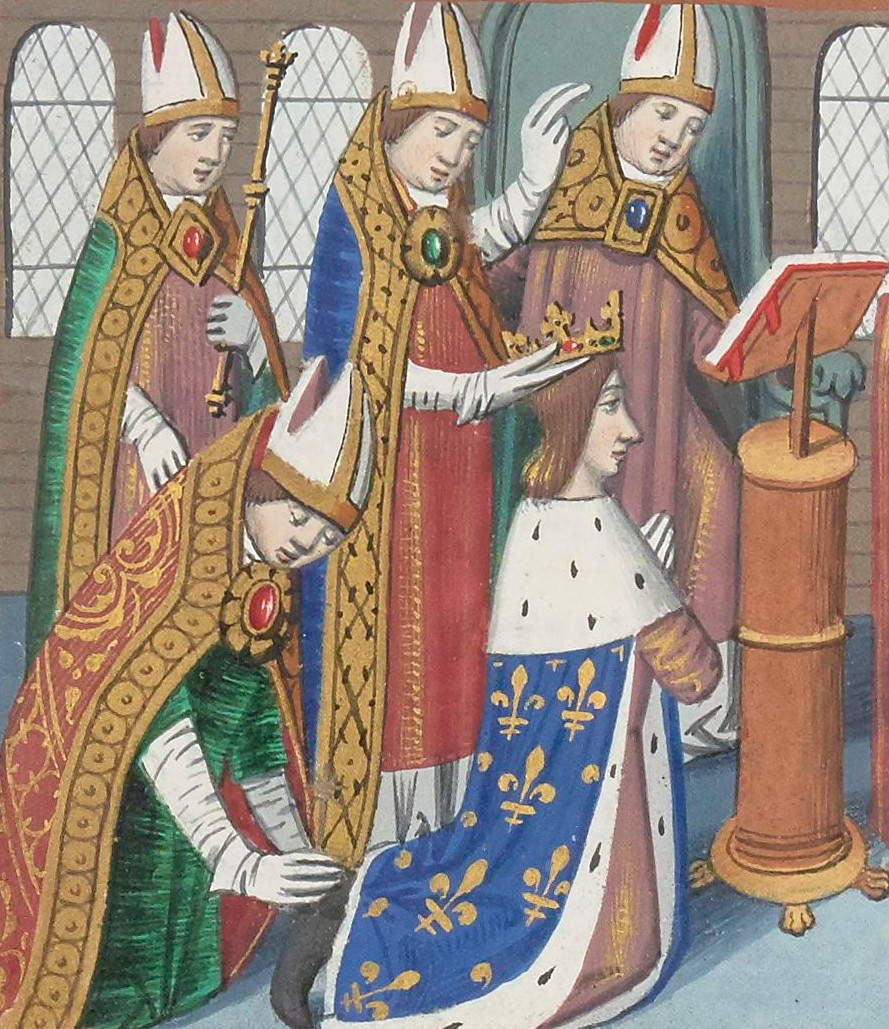
14世紀フランス、シャルル7世の戴冠式
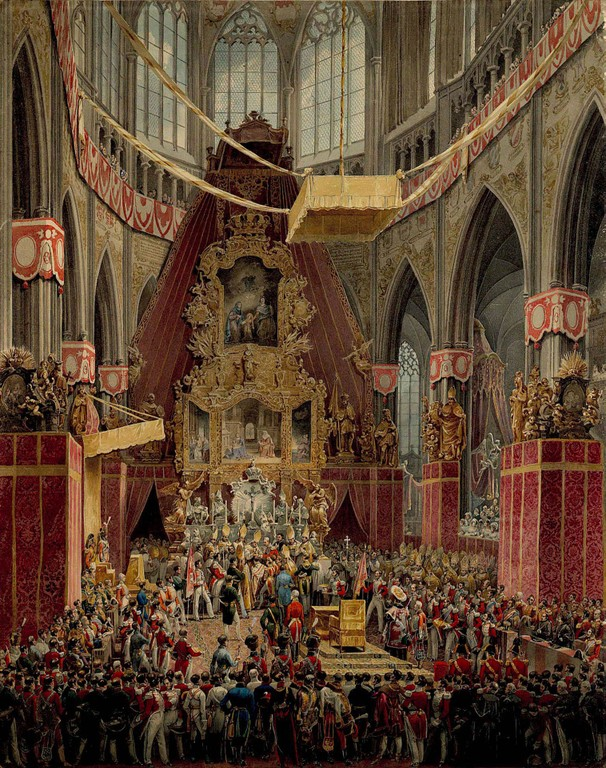
19世紀オーストリア、フェルディナント1世の戴冠式
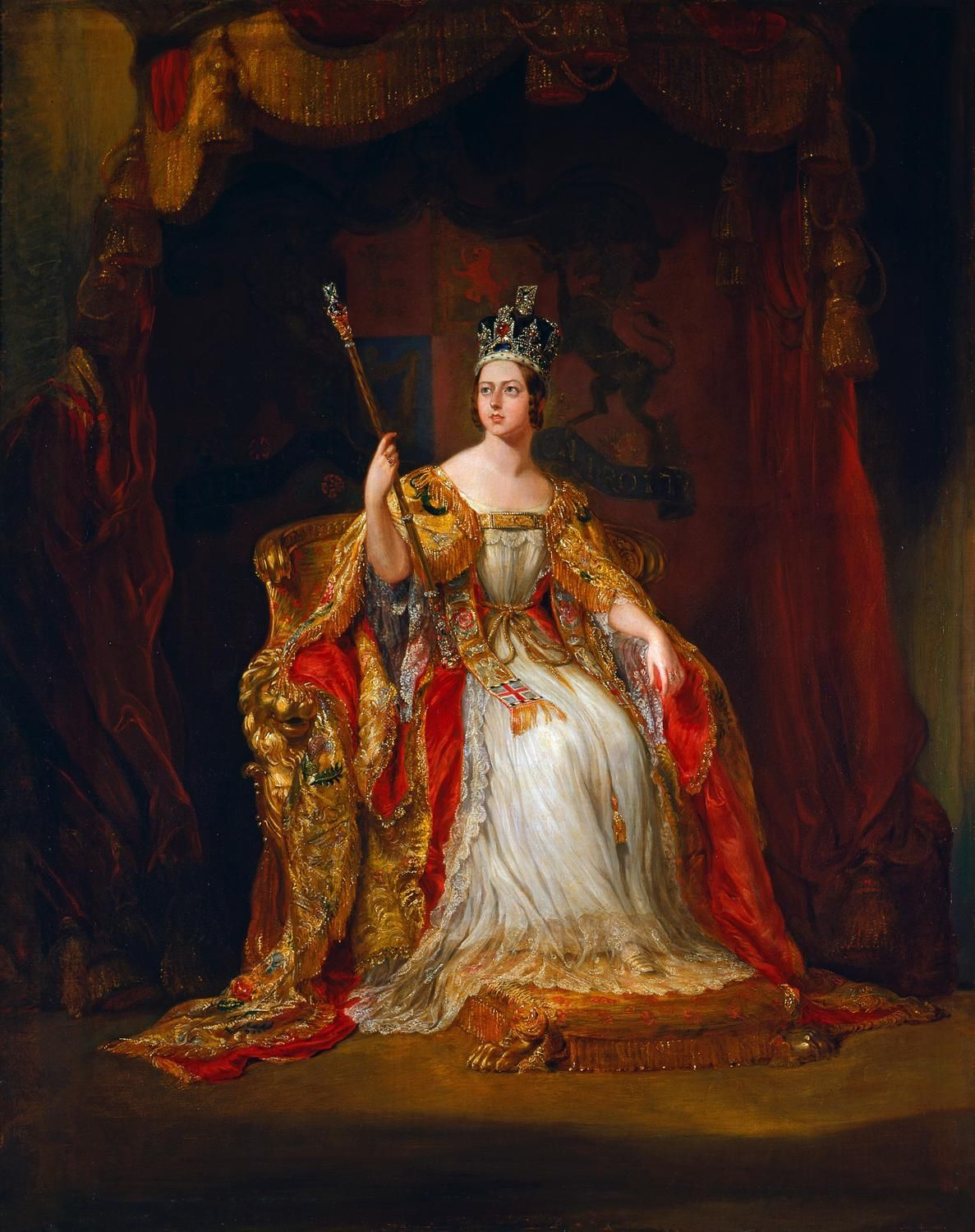
19世紀イギリス、ヴィクトリア女王の戴冠式
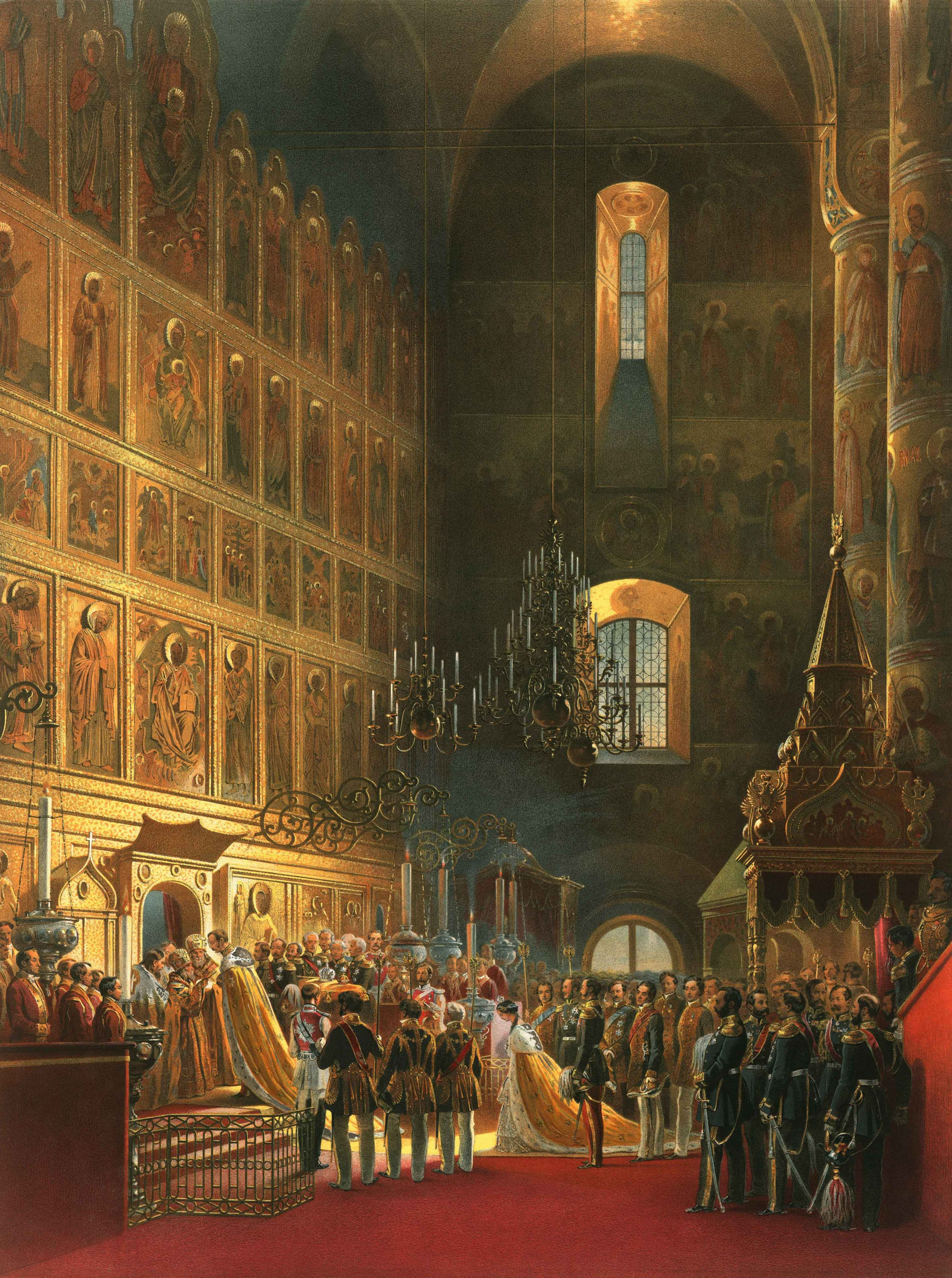
19世紀ロシア、アレクサンドル2世の戴冠式

### 非キリスト教文化圏の儀礼

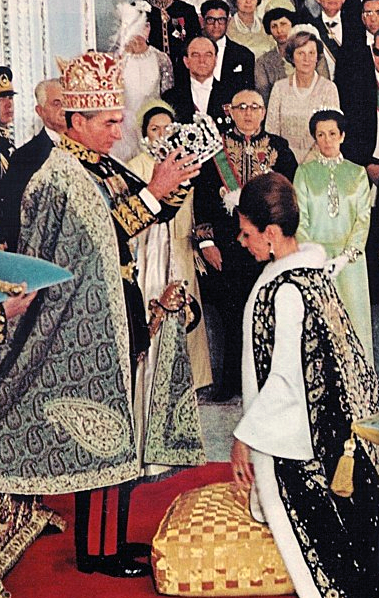
1967年イラン、パフラヴィー2世妃ファラフ（英語版）の戴冠式
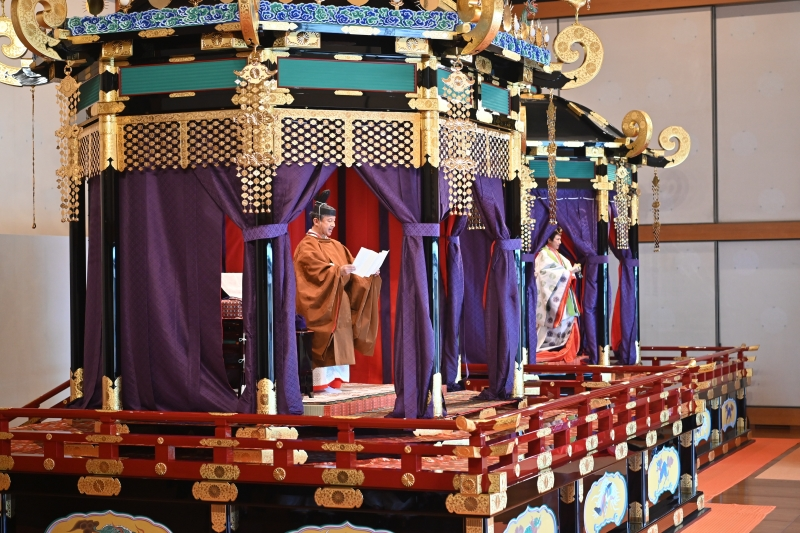
2019年日本、天皇徳仁の即位礼正殿の儀

## 英国の戴冠式

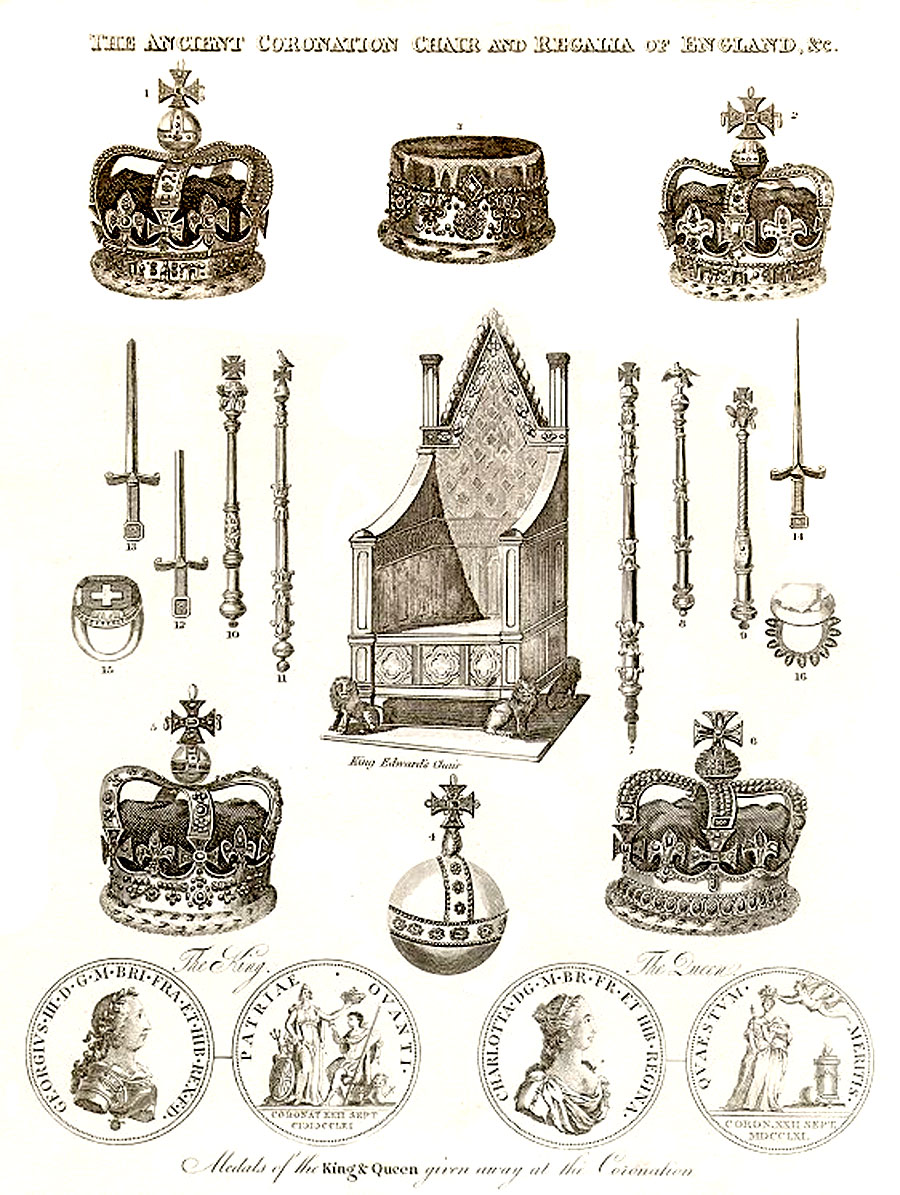
英国の戴冠式で用いられる宝物（連合王国の戴冠宝器）

今日の英国は、戴冠式を廃止していないヨーロッパで唯一の国である。
英国の戴冠式は、ロンドンのウェストミンスター寺院で行われる。
まず、カンタベリー大主教が祈祷し、国王は宣誓して「スクーンの石」がはめ込まれた戴冠式の椅子「エドワード王の椅子」に着く。大主教は、国王の頭と胸、両手のてのひらに聖油を注ぐ。
次に、国王は絹の法衣をまとい、宝剣と王笏、王杖、指輪、手袋などを授けられ、大主教の手により王冠をかぶせられる。国王は椅子に戻り、列席の貴族たちの祝辞を受ける。その後、国王の配偶者も宝冠（coronet）を受ける。
1953年（昭和28年）6月2日に行われた女王エリザベス2世の戴冠式では、純金製で重さ約2kgの「聖エドワード王冠」（St. Edward's Crown）が戴冠された。この王冠は重すぎるため戴冠式以外では用いられず、その後の儀式では「インペリアル・ステート・クラウン」（大英帝国王冠、Imperial State Crown）が用いられている。この式の際には、日本から皇太子明仁親王(当時)が、昭和天皇の名代として列席した。
1996年、戴冠式用の椅子である「キング・エドワード・チェアー」（エドワード王の椅子）にはめ込まれていた「スクーンの石」が、スコットランドに返還された。スクーンの石は、1296年にエドワード1世が、スコットランドから持ち去った物で、スコットランド征服の象徴として、歴代イングランド王の戴冠式で王の尻に敷かれていた。
2023年5月6日には、チャールズ3世の戴冠式が行われた。

### ギャラリー

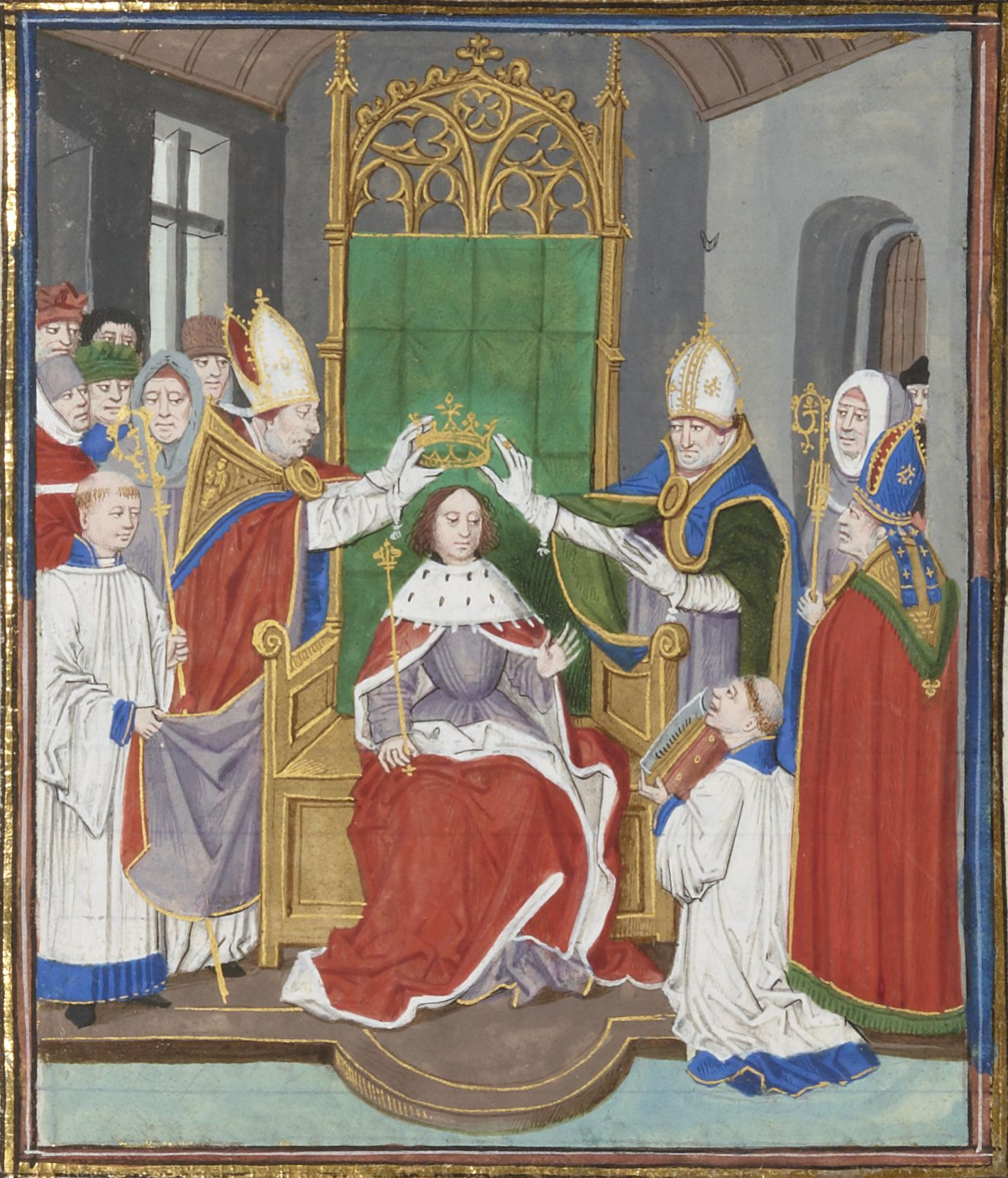
エドワード3世の戴冠式（14世紀）
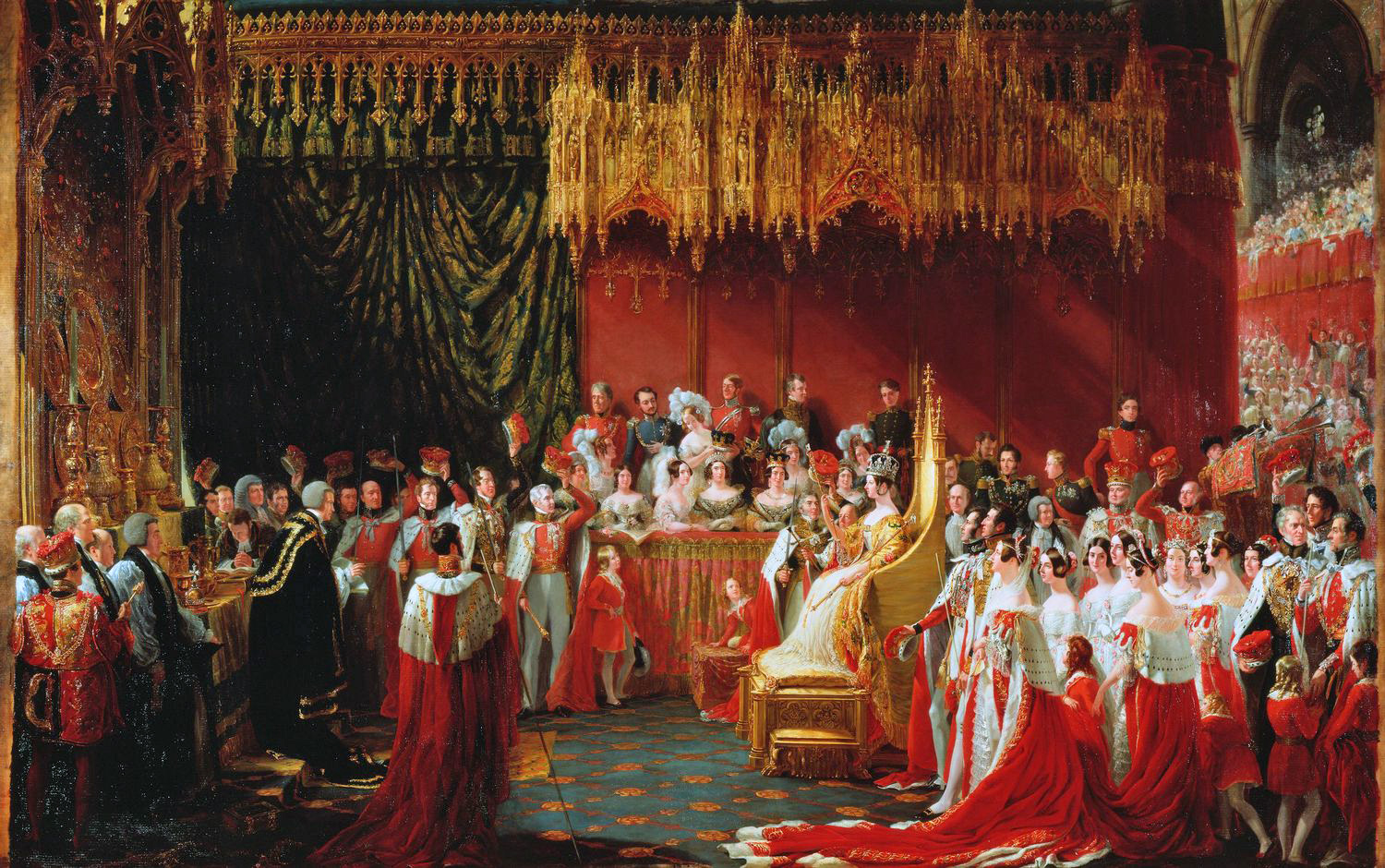
ヴィクトリア女王の戴冠式（英語版）（1838年）
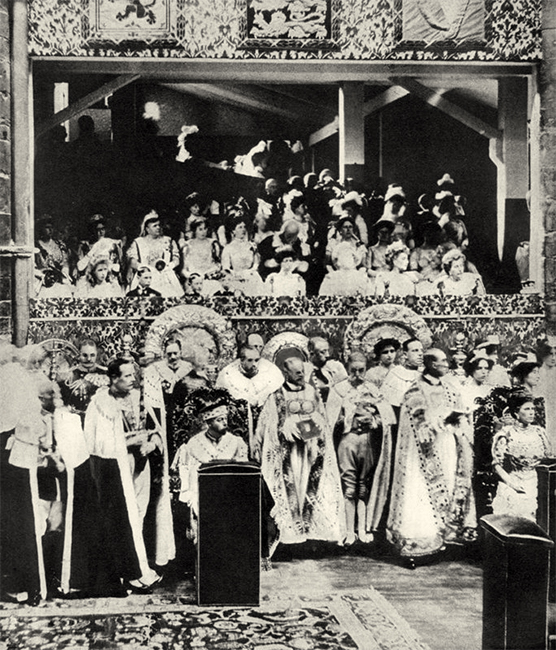
ジョージ5世の戴冠式（英語版）（1911年）
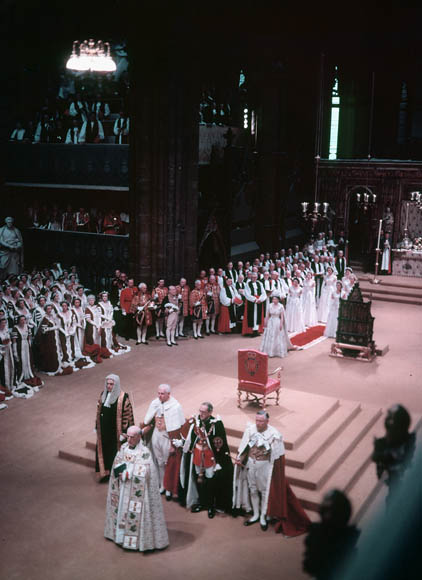
エリザベス2世の戴冠式（1953年）